# Slow Riot for New Zerø Kanada
Slow Riot for New Zerø Kanada è il primo EP del gruppo musicale Godspeed You! Black Emperor, pubblicato per la Constellation Records nel 1999.

## Tracce
1. Moya – 10:51
2. BBF3 – 17:45

## Formazione

### Musicisti
- Thierry Amar – basso
- David Bryant – Chitarra Elettrica
- Bruce Cawdron – batteria
- Aidan Girt - batteria
- Norsola Johnson – Cello
- Efrim Menuck – Chitarra Elettrica
- Mauro Pezzente – basso
- Sophie Trudeau – violino